# Exocentrus similis
Exocentrus similis là một loài bọ cánh cứng trong họ Cerambycidae.